# Landtagswahlkreis Karlsruhe I
Der Landtagswahlkreis Karlsruhe I (Wahlkreis 27) ist ein Landtagswahlkreis in Baden-Württemberg. Er umfasst die Karlsruher Stadtteile Beiertheim-Bulach, Durlach, Grötzingen, Grünwettersbach, Hagsfeld, Hohenwettersbach, Innenstadt-Ost, Oststadt, Palmbach, Rintheim, Rüppurr, Stupferich, Südstadt, Waldstadt, Weiherfeld-Dammerstock und Wolfartsweier. Wahlberechtigt waren bei der Wahl 2021 103.423 Einwohner.

## Wahl 2021
Die Landtagswahl 2021 hatte folgendes Ergebnis:
| Direktkandidat           | Partei         | Stimmen in % | Landtagswahl 2016 Stimmen in % |
| ------------------------ | -------------- | ------------ | ------------------------------ |
| Ute Leidig               | Grüne          | 39,1         | 36,2                           |
| Rahsan Dogan             | CDU            | 17,5         | 21,2                           |
| Paul Schmidt             | AfD            | 6,7          | 12,0                           |
| Anton Huber              | SPD            | 11,8         | 13,2                           |
| Norman Gaebel            | FDP            | 8,2          | 7,7                            |
| Christina Zacharias      | Die Linke      | 6,9          | 4,8                            |
| Dirk Uehlein             | ÖDP            | 0,5          | 0,4                            |
| Bernd Föhr               | Die Partei     | 2,2          | 1,0                            |
| Rena Thormann            | Freie Wähler   | 1,4          | –                              |
| Daniela Schlittenhardt   | Bündnis C      | 0,3          | –                              |
| Alexander Buchfink       | dieBasis       | 1,0          | –                              |
| Saskia Knispel de Acosta | KlimalisteBW   | 1,7          | –                              |
| Sven Haiber              | Die Humanisten | 0,5          | –                              |
| Philippe Sebastian       | Wir2020        | 0,5          | –                              |
| Fabian Gaukel            | Volt           | 1,7          | –                              |
| –                        | Sonstige       | –            | 3,5                            |

## Wahl 2016
Die Landtagswahl 2016 hatte folgendes Ergebnis:
Nachdem Bettina Lisbach zum 1. Februar 2019 Karlsruher Bürgermeisterin für Umwelt und Klimaschutz wurde, übernahm ihre Parteikollegin Ute Leidig das Landtagsmandat.
| Direktkandidat           | Partei           | Stimmen in % | Landtagswahl 2011 Stimmen in % |
| ------------------------ | ---------------- | ------------ | ------------------------------ |
| Bettina Meier-Augenstein | CDU              | 21,2         | 30,8                           |
| Bettina Lisbach          | Grüne            | 36,2         | 30,2                           |
| Johannes Stober          | SPD              | 13,2         | 25,2                           |
| Tom Høyem                | FDP              | 7,7          | 5,3                            |
| Konrad Scheffel          | PIRATEN          | 1,3          | 3,6                            |
| Martin Keller            | PARTEI           | 1,0          | –                              |
| Jessica Frank            | Tierschutzpartei | 1,1          | –                              |
| Michel Brandt            | DIE LINKE        | 4,8          | 3,0                            |
| Markus Leiber            | NPD              | 0,2          | 0,7                            |
| Herbert Jorg             | REP              | 0,1          | 0,5                            |
| Bernhard Lörch           | ödp              | 0,4          | 0,6                            |
| Paul Schmidt             | AfD              | 12,0         | –                              |
| Michael Pfahler          | ALFA             | 0,8          | –                              |
| Keven Langner            | Die Rechte       | 0,1          | –                              |

## Wahl 2011
Die Landtagswahl 2011 hatte folgendes Ergebnis:
| Direktkandidat  | Partei    | Stimmen in % | Landtagswahl 2006 Stimmen in % | Landtagswahl 2001 Stimmen in % |
| --------------- | --------- | ------------ | ------------------------------ | ------------------------------ |
| Manfred Groh    | CDU       | 30,8         | 36,4                           | 37,4                           |
| Gisela Splett   | Grüne     | 30,2         | 16,2                           | 11,0                           |
| Johannes Stober | SPD       | 25,2         | 28,2                           | 38,1                           |
| Thomas Hock     | FDP       | 05,3         | 11,8                           | 09,4                           |
| Martin Bartsch  | PIRATEN   | 03,6         | –                              | –                              |
| Elwis Capece    | DIE LINKE | 03,0         | WASG: 3,9                      | –                              |
| Nelly Rühle     | NPD       | 00,7         | 00,9                           | 00,4                           |
| Rainer Haag     | REP       | 00,5         | 01,0                           | 02,4                           |
| Heike Rohrer    | ödp       | 00,6         | 00,6                           | 00,6                           |
| Berthold Jung   | BIG       | 00,2         | –                              | –                              |
| –               | Sonstige  | –            | 01,0                           | 00,7                           |

## Abgeordnete seit 1976
Bei den Landtagswahlen in Baden-Württemberg hat jeder Wähler eine Stimme, mit der sowohl der Direktkandidat als auch die Gesamtzahl der Sitze einer Partei im Landtag ermittelt werden. Dabei gibt es keine Landes- oder Bezirkslisten, stattdessen werden zur Herstellung des Verhältnisausgleichs unterlegenen Wahlkreisbewerbern Zweitmandate zugeteilt.
Den Wahlkreis Karlsruhe I vertraten seit 1976 folgende Abgeordnete im Landtag:
| Partei | Art des Mandats | Gewählte |
| ------ | --------------- | --- |
| CDU    | Erstmandat      | Traugott Bender 1976 († 5. Februar 1979) Barbara Schäfer-Wiegand Februar 1979 nachgerückt, 1980, 1984, 1988, 1992, Mandat niedergelegt 1995 Ingrid Blank April 1995 nachgerückt, 1996 Manfred Groh 2006, 2011, Mandat niedergelegt zum 30. September 2014 Bettina Meier-Augenstein Oktober 2014 nachgerückt |
| SPD    | Erstmandat      | Günter Fischer 2001 |
| SPD    | Zweitmandat     | Dieter Stoltz 1976, 1980, 1984, 1988, 1992 Günter Fischer 1996 Johannes Stober 2006, 2011 |
| Grüne  | Erstmandat      | Bettina Lisbach 2016, Mandat niedergelegt zum 31. Januar 2019 Ute Leidig nachgerückt am 1. Februar 2019, 2021 |
| Grüne  | Zweitmandat     | Gerhard Stolz 1992 Renate Rastätter 1996, 2001 Gisela Splett 2006, 2011 |
| FDP    | Zweitmandat     | Jürgen Morlok 1976, 1980, 1984 |